# Bimini (Bahamas)

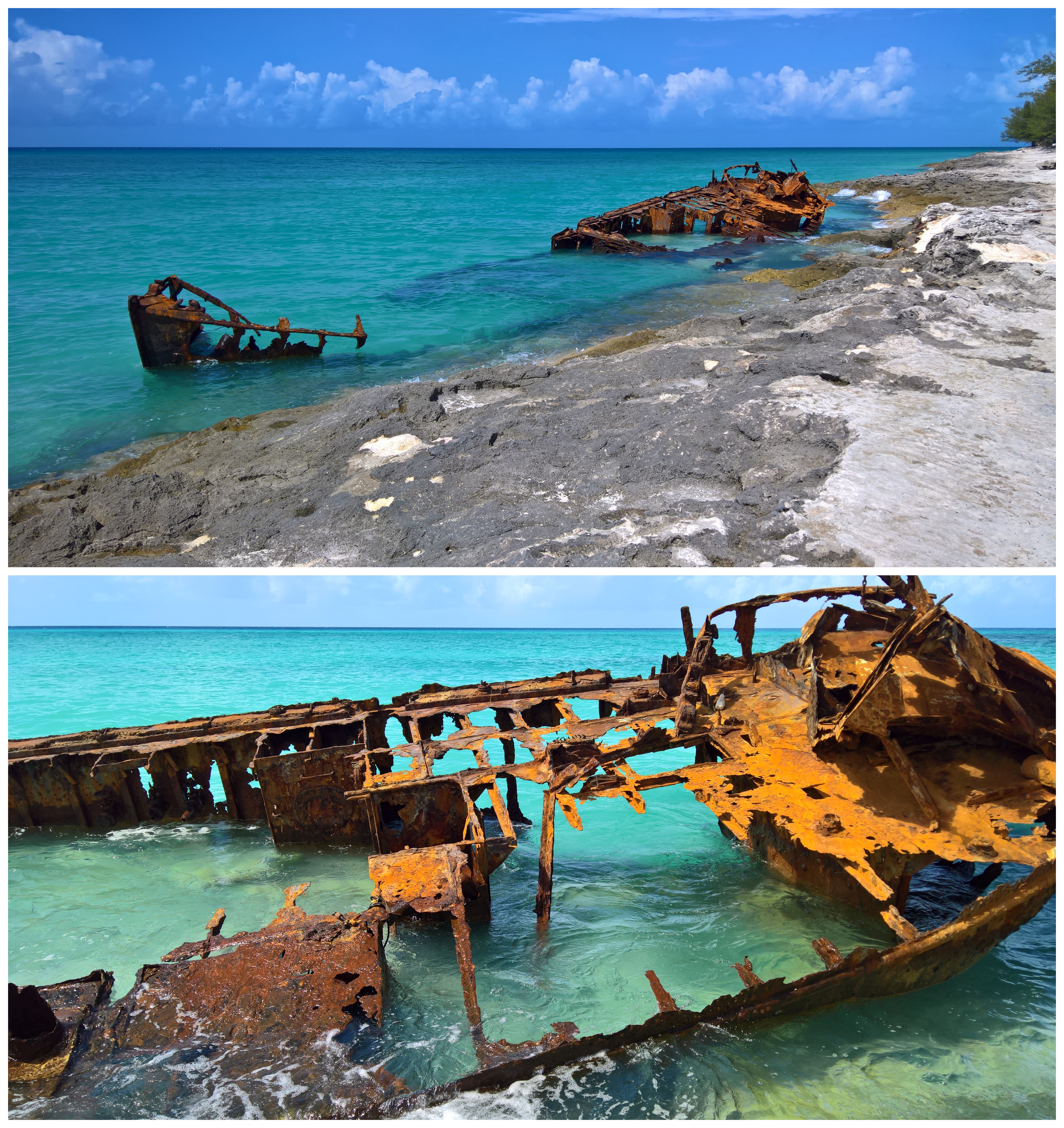
Schiffswrack am Südende von North Bimini

Bimini IPA: [ˈbɪmɪniː] ist eine Inselgruppe und ein Distrikt der Bahamas. Zum Distrikt gehört neben der Inselgruppe auch die Cay Sal Bank. Hauptinseln sind Nord-Bimini und Süd-Bimini. Nord-Bimini ist rund 11 km lang und 210 m breit, der Hauptort ist Alice Town, eine Ansammlung von Geschäften, Restaurants und Bars, die an einer Straße liegen („The King's Highway“). Auf Süd-Bimini sind nur eine Landebahn und zwei Hotels, diese Insel bietet daher eine ruhige Alternative zum regen Treiben auf Nord-Bimini.
Bimini liegt rund 80 km östlich von Miami Beach.
Die Inseln sind vor allem als Anglerparadies bekannt. Da sie nicht weit von Miami (Florida) entfernt sind, werden die Inseln von vielen US-amerikanischen Anglern mit dem Boot besucht. Tauchen und Schnorcheln sind ebenfalls populäre Aktivitäten, da es in der Gegend zahlreiche Schiffswracks gibt.

## Mystik und Rätsel
Auf Bimini gibt es zahlreiche Orte, denen mystische Eigenschaften oder mythisch-legendäre Ursprünge nachgesagt werden. Der bekannteste dieser Orte ist die sogenannte Bimini Road, die auch mit Platons Atlantis in Verbindung gebracht wurde.

### Die Bimini Road
Die Bimini Road, welche auch unter der Bezeichnung Bimini Wall bekannt geworden ist, gehört zu den touristischen Attraktionen Biminis. Diese etwa 800 m lange und in ca. sechs Meter Tiefe im flachen Küstengewässer vor dem Paradise Point, Nordbimini, gelegene Formation aus großen, annähernd rechteckigen Kalksteinblöcken ist auch für ungeübte Taucher und Hobby-Schnorchler leicht zu erreichen. Seit Jahrzehnten liefert sie Stoff für Diskussionen und Spekulationen über ihren Ursprung. Während die meisten Wissenschaftler die Bimini Road für eine natürlich entstandene, geologische Struktur halten, vertritt eine Minderheit die Annahme, sie sei vor Jahrtausenden, als der Meeresspiegel noch niedriger lag, von Menschen erbaut worden.

### Die Quelle der Jugend
Fakten über Juan Ponce de León und seine Suche nach der Quelle der Jugend sind so mystisch wie die Quelle selbst. Ob es die Arawak oder ihre Verwandten, die Taíno-Indianer, waren, die de León die Geschichte erzählt haben, ist nicht geklärt, aber beide Versionen der Geschichte behaupten, dass Einheimische von einem Land namens „Beemeenee“ erzählt haben, wo die Quelle zu finden sei. Während die Expedition de León nach Florida brachte, gibt es weiterhin Gerüchte, die Quelle könnte in den seichten Tümpeln in South Bimini gefunden werden.

### Das heilende Loch
Im Salzwasser des Mangrovenwaldes, der vier Meilen von North Bimini bedeckt, befindet sich das heilende Loch, ein Tümpel, der am Ende eines Tunnelnetzes liegt. Während der Ebbe wird aus diesem Tunnelsystem kaltes und mineralreiches Süßwasser in den Teich gedrückt. Natürliches Lithium und Schwefel sind zwei der Elemente, die in diesem Wasser enthalten sein sollen. Das Wasser soll eine heilende Wirkung besitzen, und Besucher sprechen von einer geistigen und körperlichen Verjüngung nach ihrem Besuch.

## Umweltschutz
Amerikanische Investoren planen auf Bimini die Touristenanlage Bimini Bay Resort. Sie soll über 1000 Appartements, 450 Villen, ein Luxushotel, Restaurants, ein Casino, ein Wellness-Center, einen Golfplatz und einen Yachthafen mit rund 400 Anlegeplätzen umfassen.
Mit der Unterstützung von Reiseveranstaltern und Tauchgästen aus aller Welt konnte die Bevölkerung diese für die Natur verheerenden Pläne kürzen. Ganz verhindern ließ sich das Projekt bisher nicht. Weiterhin wehrt sich ein Teil der Bewohner von Bimini gegen die Realisierung des Projektes.

## Fakten
- Während der Prohibition in den USA war Bimini ein bevorzugter Hafen für den Rum-Schmuggel.
- Ein vor der Küste gefangener 500 Pfund schwerer Marlin inspirierte Ernest Hemingway zum Buch The Old Man and the Sea, der die Inselgruppe zu einem der Schauplätze seines im Jahre 1970 veröffentlichten Romans Inseln im Strom machte.
- Die letzte Szene des Films Das Schweigen der Lämmer (1991) spielt am Flughafen von South Bimini.
- Eine Grumman G-73 war auf dem Chalk’s-Ocean-Airways-Flug 101 auf dem Weg nach Bimini, als sie am 19. Dezember 2005 abstürzte; zumindest elf Fluggäste stammten aus Bimini.
- Am 31. Dezember 2005 brannte eine der bekanntesten Bars in Bimini, die Compleat Angler, bis auf die Grundmauern ab. Die Bar war vor allem für ihre Fotos von Ernest Hemingway bekannt, auf denen er an der Mauer der Bar lehnte. Sämtliche Fotos gingen beim Brand verloren.
- Die Inselgruppe ist höchstwahrscheinlich Namensgeber des offenen Sonnenverdecks Bimini und des Anglerknotens Bimini-Twist-Knoten, der auch für kapitale Fische geeignet ist.